# Џозеф Мекелрој
Џозеф Принц Мекелрој (енгл. Joseph Prince McElroy; Бруклин, 21. август 1930) је амерички писац романа и кратких прича, и есејиста. Истакао се као писац сложених романа.

## Биографија
Џозеф Мекелрој рођен је 21. августа 1930. године у Бруклину, Њујорк, као једино дете Џозефа Принца и Луиз (рођене Лоренс) Мекелрој. Његов отац био је стипендиста универзитета Харвард , и специјализовао се у области хемије, али је касније радио на берзи. Умро је када је Мекелроју било 15 година.
Мекелрој одрастао у насељу Brooklyn Heights. Завршио је приватну школу Poly Prep 1947. године.  Студирао је на колеџу  Williams College, где 1951. године  дипломира. Следеће године стекао је диплому магистра на Универзитету Колумбија. Служио је у обалској стражи од 1952 до 1954, а затим се вратио у Колумбији како би 1961. добио диплому доктора наука.

## Каријера
Мекелрој је држао предавања енглеског језик на универзитету у Њу Хемпширу (1956—62) и пензионисао се 1995. године, после 31 године рада на катедри за енглески на Квинс колеџу, градски Универзитет Њујорка.
Мекелројеви романи често се групишу с онима Вилијама Гадиса и Томаса Пинчона, због енциклопедијске вредности, нарочито роман Жене и мушкарци (1987) који броји 1,192 странице. Његове приче први пут су објављене у књижевним часописима. Утицај Мекелројевог рада може се видети код Дон Делила и Дејвида Фостер Воласа. Мекелројева дела често дотичу питање науке у америчком друштву; Exponential, збирка есеја, објављених у Италији 2003. године, окупља есеје о науци и технологији, писане углавном седамдесетих и осамдесетихих година за New York Review of Books.
Мекелрој је коментарисао своју фикцију и утицаје у есеју "Neural Neighborhood".